# Joyeeta Gupta
Pour les articles homonymes, voir Gupta.
Joyeeta Gupta (née le 12 juin 1964) est une scientifique néerlandaise de l'environnement qui est professeure d'environnement et de développement dans les pays du Sud à l'université d'Amsterdam, professeure de droit et de politique en matière de ressources en eau et d'environnement à l'Institut IHE de Delft pour l'éducation relative à l'eau et coprésidente de la Commission Terre, créée par Future Earth et soutenue par la Global Challenges Foundation. Elle a été coprésidente du Global Environment Outlook-6 (2016-2019) du PNUE, publié par Cambridge University Press, qui a été présenté aux gouvernements participant à l'Assemblée des Nations unies pour l'environnement en 2019,. Elle est membre de l'Amsterdam Global Change Institute. Elle a reçu le prix PROSE de l'Association of American Publishers pour les sciences de l'environnement et le prix Spinoza 2023.

## Enfance et formation
Gupta est née à Delhi et étudie à la Loreto Convent School (en). Elle étudie l'économie à l'université de Delhi. Elle se reconvertit en droit à l'Université du Gujarat (en), puis déménage aux États-Unis pour ses études supérieures, se spécialisant en droit international à la Faculté de droit de Harvard. Gupta termine ses recherches doctorales à l'université libre d'Amsterdam, où elle étudie le changement climatique dans les pays en développement. Ses recherches doctorales sont les premières à déterminer les conséquences du changement climatique, notamment les risques élevés d’inondations, de sécheresse et de pertes de récoltes.

## Recherche et carrière
En 2013, Gupta rejoint le corps professoral de l'université libre d'Amsterdam. Ses recherches portent sur les impacts du changement climatique sur la société, démontrant des tensions élevées entre les riches et les pauvres. Elle fait valoir que pour prévenir les conflits et les injustices induites par le changement climatique, il est essentiel de redistribuer les ressources naturelles et de mesurer la croissance nationale sur la base du constitutionnalisme mondial plutôt que du produit intérieur brut. 
En 2016, Gupta est nommée coprésidente du Global Environmental Outlook-6 des Nations Unies (ONU) pour l'environnement. En 2019, elle devient professeure en développement durable, où elle dirige un programme sur la gouvernance et le développement inclusif. 

### Récompenses et honneurs
- 2007 Prix Nobel de la paix. Elle est l'auteur principal du Groupe d'experts intergouvernemental sur l'évolution du climat (GIEC) qui a partagé le prix Nobel de la paix 2007 avec Al Gore[11],[12].
- 2015 Prix du choix international des bibliothécaires des sciences atmosphériques [13]
- 2019 Prix PROSE de l'Association of American Publishers pour les sciences de l'environnement [14]
- 2021 Bourse avancée ERC [15]
- 2023 Prix Spinoza[16],[17] la plus haute distinction scientifique néerlandaise et également appelé « Prix Nobel néerlandais »[18].

### Publications (sélection)
- (en) Joyeeta Gupta et Courtney Vegelin, « Sustainable development goals and inclusive development », International Environmental Agreements: Politics, Law and Economics, Springer Science+Business Media, vol. 16, no 3,‎ 18 avril 2016, p. 433-448 (ISSN 1567-9764 et 1573-1553, DOI 10.1007/S10784-016-9323-Z).
- (en) F. Biermann, K. Abbott, S. Andresen, K. Backstrand, S. Bernstein, M. M. Betsill, H. Bulkeley, B. Cashore, J. Clapp, C. Folke, A. Gupta, J. Gupta, P. M. Haas, A. Jordan, N. Kanie, T. Kluvankova-Oravska, L. Lebel, D. Liverman, J. Meadowcroft, R. B. Mitchell, P. Newell, S. Oberthur, L. Olsson, P. Pattberg, R. Sanchez-Rodriguez, H. Schroeder, A. Underdal, S. C. Vieira, C. Vogel, O. R. Young, A. Brock et R. Zondervan, « Navigating the Anthropocene: Improving Earth System Governance », Science, Amérique septentrionale, AAAS, vol. 335, no 6074,‎ 15 mars 2012, p. 1306-1307 (ISSN 0036-8075 et 1095-9203, OCLC 1644869, PMID 22422966, DOI 10.1126/SCIENCE.1217255).
- (en) Frank Biermann, Michele M. Betsill, Joyeeta Gupta, Norichika Kanie, Louis Lebel, Diana Liverman, Heike Schroeder, Bernd Siebenhüner et Ruben Zondervan, « Earth system governance: a research framework », International Environmental Agreements: Politics, Law and Economics, Springer Science+Business Media, vol. 10, no 4,‎ 8 octobre 2010, p. 277-298 (ISSN 1567-9764 et 1573-1553, DOI 10.1007/S10784-010-9137-3).